# Collegiata di Sant'Orso (Loches)
La collegiata di Sant'Orso è una chiesa di Loches (Indre e Loira), in Francia, la cui architettura è caratterizzata da due piramidi cave con otto facce elevate verso il 1165.
Ludovico Sforza detto "il Moro", duca di Milano, che terminò i suoi giorni a Loches, sarebbe stato sepolto nella chiesa collegiata, secondo François de Belleforest. Scavi archeologici in questa direzione sono stati effettuati nel 2019, portando alla luce alcune sepolture.